# Moriz Winternitz
Moriz Winternitz, född 23 december 1863 i Horn (Niederösterreich), död 9 januari 1937 i Prag, var en österrikisk indolog med särskilt intresse för buddhistiska texter.